# ماهرة (اسم)
ماهرة هو اسم علم مؤنث من أصل عربي، ومعناه هو الجلودة الصبورة الجريءة الممسكة عن الشيء الملازمة.

## وصلات خارجية
- موسوعة السلطان قابوس لأسماء العرب